# Isochromodes extimaria
Isochromodes extimaria är en fjärilsart som beskrevs av Walker 1860. Isochromodes extimaria ingår i släktet Isochromodes och familjen mätare. Inga underarter finns listade i Catalogue of Life.